# Артикль
Арти́кль (лат. articulus — «визначник», «вказівник», «член»), рідко родівник — визначник, службова частина мови, яка визначає деякі особливості іменника, з яким пов'язана в реченні: відмінок, множину або однину, визначеність або невизначеність. При перекладі на українську мову артиклю часто відповідає вказівний займенник, який стоїть поряд з іменником — ця книга, ті зошити, деяка людина, жодне джерело тощо. Існує у багатьох мовах. Артикль вживається у мовах, де іменник як незмінюваний (англійська), так і змінюваний (німецька). Артикль перед іменником (препозитивний) вживається у німецькій, французькій, англійській та ін. мовах; після іменника (постпозитивний) — у шведській, данській, румунській, болгарській, македонській мовах.

## Англійська мова
В англійській мові, наприклад, є визначений артикль the, який слугує для визначення або ідентифікації іменника, і невизначений артикль a (an перед голосними), що вказує на невизначений іменник.

## Арабська мова
- аль (араб. ٱلْـ, al-) — означений артикль в арабській мові. Інколи вимовляється як ель (el-). Передує іменникам як префікс. Наприклад слово араб. كتاب, kitāb, «книга» буде записуватися із артиклем як араб. الكتاب, al-kitāb, «[ця] книга». На відміну від інших арабських часток завжди пишеться разом із наступним словом, хоча не є невід'ємною частиною цього слова. Не змінюється залежно від числа, роду та відмінка.

## Німецька мова
У німецькій мові є означені й неозначені артиклі для кожного з трьох родів в однині (їх наведено в таблиці поряд). Таким чином, артикль є ще й ознакою роду, до якого належить іменник: так, іменники der Kopf (голова), das Ende (кінець), die Zeit (час) належать до чоловічого, середнього й жіночого роду відповідно. Те саме слово з різними артиклями часто змінює значення: наприклад, der Messer — вимірювач, das Messer — ніж;   der Kiefer — щелепа, die Kiefer — сосна. Форму множини (die) має лише означений артикль.
| Артиклі       | Означений | Неозначений |
| ------------- | --------- | ----------- |
| Чоловічий рід | der       | ein         |
| Жіночий рід   | die       | eine        |
| Середній рід  | das       | ein         |

## Слов'янські мови
Артиклі існують в деяких слов'янських мовах (болгарська та македонська). У розмовній українській також інколи можна натрапити на явище, подібне до артикля — коли людина занадто часто вживає у своїй мові слова «ця», «та», «ота», «одна» — «ця книга», «книга та», «одна книга» і таке подібне.
Супроводжує іменник і є показником граматичної категорії визначеності і невизначеності або роду, числа, відмінка.

## Французька мова
Французька мова має три види артиклів: означені, неозначені та часткові (вживаються перед назвами речовин).
Означеними артиклями є: le (чоловічий рід однина), la (жіночий рід однина), les (множина обох родів). Перед голосними та німим h артиклі le, la скорочуються до форми l' , наприклад: le fils (син), la femme (жінка), l'homme (чоловік). З прийменниками à та de означені артиклі утворюють злиті форми: à + le => au, à + les => aux, de + le => du, de + les => des. Приклади: au fils (синові), aux filles (дочкам), une bagnole du fils (синове авто), une bagnole des filles (авто дочок).
Неозначеним артиклями є: un, une та des для чоловічого, жіночого родів однини та обох родів множини, відповідно. Приклади: un fils, une femme, des femmes.
Часткові артиклі вживаються для позначення певної кількості речовини, перед абстрактними іменниками тощо. Для чоловічого роду та жіночого роду вони, відповідно, мають форму du та de la. Перед голосною літерою або перед німим h в обох випадках частковий артикль має форму de l' . Приклади: du vin (вино), de la viande (м'ясо), de l'eau (вода).

## Цікаві факти
- Повні форми прикметників у слов'янських і балтійських мовах (наприклад, укр. легкий, новий, повний) за походженням являють собою сполучення коротких форм (легъкъ, новъ, польнъ) з формами особових займенників. Згідно з гіпотезою Міклошича, ці займенники грали роль визначеного постпозитивного артикля.